# تون إلياس
تون إلياس (بالهولندية: Ton Elias)‏ هو صحفي وسياسي هولندي، ولد في 14 مارس 1955 في لاهاي في هولندا. حزبياً، نشط في حزب الشعب من أجل الحرية والديمقراطية. وقد انتخب عضو مجلس نواب هولندا ‏ (18 ديسمبر 2008 – 22 مارس 2017).